# АЕС Вандельос
АЕС Вандельос (ісп. Central nuclear de Vandellós) — атомна електростанція, розташована у невеликому іспанському місті Вандельос (муніципалітет Бандальос-і-л'Успіталет-да-л'Інфан), неподалік від перевалу Коль-де-Балаґер в Каталонії. Станція належить компаніям Endesa (72 % акцій) та Iberdrola (28 %).
До складу АЕС входить два енергоблоки: 1-й потужністю 508 МВт (графіто-газовий) і 2-й потужністю 1080 МВт (водо-водяний). Блок 1 був закритий 31 липня 1990 року внаслідок пожежі, що сталася у жовтні 1989 року.

## Конструкція
Блок 1 — єдиний в Іспанії з графіто-газовим реактором, французьким UNGG. Постачальником ЯПГУ став Комісаріат атомної енергетики. Електрична потужність близько 500 МВт. ЯПГУ мала інтегральне компонування, активна зона, газодувки для прокачування теплоносія і парогенератори перебували в єдиному об'ємі корпусу реактора з попередньо-напруженого залізобетону.
Блок 2 має трипетельний водо-водяний реактор (Westinghouse 3-loop PWR) компанії Westinghouse. Турбіну постачав також Westinghouse, в 1999 році вона зазнала певну модернізацію, виконану Mitsubishi Heavy Industries, в результаті чого електрична потужність енергоблоку зросла з приблизно 1000 до 1080 МВт.

## Інциденти

### Блок 1
У турбінному відділенні 19 жовтня 1989 року сталася серйозна пожежа, пізніше оцінена за шкалою INES як «серйозний інцидент» (3 рівень), радіоактивні викиди в навколишнє середовище при цьому були відсутні. Інцидент почався з руйнування однієї з лопаток турбіни, що призвело до її найсильнішої вібрації, займання турбінної оливи і водню, що охолоджує турбогенератор. Вогонь швидко поширився по кабельній проходці, знищуючи електрокабелі та промислові мережі як систем нормальної експлуатації, так і аварійних систем (в цьому зіграла роль непродумана трасування кабелів різних мереж, фізично не розділених між собою), що викликало численні відмови різного устаткування, важливого для безпеки, і унеможливило дистанційне керування системами відведення залишкового тепловиділення. Крім води від пожежних, що заливали машинний зал, вода у великих кількостях надходила від пошкоджених вогнем пожежонезахищених сполучних частин трубопроводів технічної води, що охолоджує конденсатор турбіни. В результаті великі об'єми води затопили насоси аварійного відведення залишкового тепловиділення, які також не були фізично розділені між собою. Лише ефективні дії, вжиті персоналом станції, по використанню мінімальної кількості засобів забезпечення безпеки, врятували реактор від перегріву і пошкодження ядерного палива.
Інцидент мав великий вплив на проектувальників АЕС в усьому світі, що отримали численні уроки з цієї події, що призвело до перегляду багатьох питань пожежозахисту станцій. Також інцидент надав серйозний негативний вплив на громадську думку в Іспанії в сфері будівництва АЕС.
Розгляд заходів щодо відновлення пошкодженого обладнання і забезпечення гарантованого рівня подальшої безпечної експлуатації привели до висновку про недоцільність подальшої роботи енергоблоку. Було прийнято рішення про його закриття і поетапне виведення з експлуатації. З 1990 по 1997 рік було повністю вивантажено і вивезено зі станції ядерне паливо, дезактивована графітова кладка, перероблені радіоактивні відходи. Другий етап проходив з 1998 по 2003 рік, були дезактивовано і демонтовано більшість споруд енергоблоку. Недоторканим залишилися лише внутрішня частина реактора і фундамент блоку. Вартість робіт склала 94 млн € . Подальші роботи по повному демонтажу планується почати через 30 років, коли активність обладнання знизиться до 5 % від початкової, що зробить роботи значно технічно простішими і дешевшими.

### Блок 2
25 серпня 2004 року на блоці 2 стався інцидент. В результаті поганого корозійного стану трубопроводів, в одному з двох каналів системи технічного водопостачання відповідальних споживачів (тобто систем, в тому числі аварійних, що не допускають перерв у водопостачанні) виникла серйозна втрата носія, канал системи довелося відключити. Запрацював інший, ідентичний, канал, однак в разі гіпотетичної аварії резервування у нього вже не було б. Суворі вимоги нормативних документів не допускають роботу в такому стані, тому блок був зупинений. Інциденту було присвоєно 2 рівень за шкалою INES («Інцидент з серйозними відмовами в засобах забезпечення безпеки»).
Інцидент призвів до багатьох коригувальних організаційних і технічних заходів. Система технічного водопостачання, раніше базувалася на яку забирають з моря воду, була замінена на зворотню замкнуту систему з прісною водою, охолоджуваної градирнями.

## Інформація по енергоблокам
| Реактор     | Тип реактора | Потужність (нетто) | Потужність (брутто) | Початок будівництва | Закінчення будівництва | Введення в експлуатацію | Завершення експлуатації |
| ----------- | ------------ | ------------------ | ------------------- | ------------------- | ---------------------- | ----------------------- | ----------------------- |
| Вандельос-1 | GCR          | 480 МВт            | 500 МВт             | 21.06.1968          | 06.05.1972             | 02.08.1972              | 31.07.1990              |
| Вандельос-2 | PWR          | 930 МВт            | 1087 МВт            | 29.12.1980          | 12.12.1987             | 08.03.1988              |                         |